# Krudtugle
Krudtugle oprindeligt et øgenavn for en artillerist. 
Udtrykket krudtugle og krudttønde bruges også til at beskrive små børn som er livlige, foretagsomme og meget aktive (jævnfør: at have krudt i røven). 
Der findes en dansk øl kaldet Krudtugle pilsner produceret af Bryggeriet Vestfyen, der ofte sælges som en discount-vare. 
Udtrykket bruges ligeledes om folk, der anvender steorider. Steorider kaldes ofte krudt, deraf krudtugler.